# Jens Friedemann
Jens Friedemann (* 4. November 1965 in Ilmenau) ist ein deutscher Fußballtrainer und ehemaliger Fußballspieler.
Das Fußballspielen erlernte der Mittelfeldspieler in seiner Heimatstadt beim BSG Chemie Ilmenau. Als aktiver Profisportler bestritt Friedemann insgesamt 32 Spiele in der Zweiten Bundesliga für Hannover 96 unter Michael Lorkowski.
| Personendaten    | Personendaten            |
| ---------------- | ------------------------ |
| NAME             | Friedemann, Jens         |
| KURZBESCHREIBUNG | deutscher Fußballspieler |
| GEBURTSDATUM     | 4. November 1965         |
| GEBURTSORT       | Ilmenau, DDR             |